# تانگ جون سانگ
تانگ جون سانگ (کره‌ای: 탕준상؛ زادهٔ ۱۳ اوت ۲۰۰۳) بازیگر اهل کره جنوبی است. او به خاطر ایفای نقش در سقوط بر روی تو (۲۰۱۹–۲۰۲۰)، نقل مکان به بهشت (۲۰۲۱) و پسران راکتی (۲۰۲۱) شناخته شد.